# Silmiougou (Kaya)
Pour les articles homonymes, voir Silmiougou.
Silmiougou est une localité située dans le département de Kaya de la province du Sanmatenga dans la région Centre-Nord au Burkina Faso.

## Géographie
Silmiougou est situé à 2,5 km au sud de Tangasgo, à 3,5 km au nord du centre de Kaya, la principale ville de la région. Le village est traversé par la route départementale 18 reliant Kaya à Barsalogho et se trouve à 3 km au nord de la route nationale 3 reliant à Kaya à Pissila puis Tougouri ainsi que de la route nationale 15 reliant à Kaya à Kongoussi.

## Économie
L'agro-pastoralisme est l'activité principale du village. Il profite par ailleurs de la proximité de Kaya en particulier du marché au bétail de la ville qui se trouve près de Silmiougou.

## Éducation et santé
Le centre de soins le plus proche de Silmiougou est le centre de santé et de promotion sociale (CSPS) de Tangasgo tandis que le centre hospitalier régional (CHR) se trouve à Kaya.
Silmiougou possède deux écoles primaires.